# Фабрициус, Вацлав
Ва́цлав Фабри́циус (чеш. Vácslav Fabricius), также Фабе́рикс (Faberius; конец XV — начало XVI веков) — чешский священник и писатель.

## Биография
Родился во второй половине XVI столетия в Богданече. Окончил университет, после чего с июля 1600 по март 1601 года руководил школой Святого Климента на Поржичи в Праге. Затем был приходским священником. В 1618 году возглавил духовное управление в Горжице. Написал Monumentum vys. uroz. p. Zikmunda Smiřického (Прага, 1618).